# Émile Ess
Émile Ess   (Ruswil, 9 de gener de 1932 - valor desconegut, desembre 1990) fou un remer suís que va competir durant la dècada de 1950.
El 1952 va prendre part en els Jocs Olímpics d'Estiu de Hèlsinki, on guanyà la medalla de plata en la prova del quatre amb timoner del programa de rem. Formà equip amb Enrico Bianchi, Karl Weidmann, Heinrich Scheller i Walter Leiser. El 1960 va disputar els Jocs de Roma, on quedà eliminat en semifinals del vuit amb timoner.
En el seu palmarès també destaquen quatre medalles al Campionat d'Europa de rem, de plata el 1951, de bronze el 1953 i 1954 i d'or el 1959.